# 中国微米纳米技术学会
中国微米纳米技术学会是中华人民共和国微米纳米科技工作者组成的群众性学术团体，是中国科学技术协会主管的社会团体，2005年在北京市成立。